# Дом д’Артуа
Дом д’Артуа (фр. Maison d’Artois) — французская династия, ветвь французской королевской династии Капетингов. Название получила от графства Артуа, которое в качестве апанажа получил родоначальник, Роберт I д’Артуа, в 1237 году. Род угас в 1472 году.

## История
Родоначальником династии был Роберт I д’Артуа, один из сыновей короля Франции Людовика VIII. Он в 1237 году получил в качестве апанажа графство Артуа в северной Франции. Роберт I был верным соратником своего старшего брата, короля Людовика IX Святого. Он погиб во время Седьмого крестового похода в Египте. Единственный сын Роберта I, граф Роберт II был приближённым французских королей Людовика IX Святого, Филиппа III Смелого и Филиппа IV Красивого. Он погиб в битве при Куртре в 1302 году. Поскольку его наследник, Филипп, сеньор Конша, умер раньше отца, то за Артуа развернулась борьба между сыном Филиппа, Робертом III д’Артуа, и сестрой Филиппа — Маго д’Артуа. Победителем спора, продолжавшегося до 1309 года, стала Маго, которой король Франции Филипп IV, женивший своих двух сыновей на дочерях Маго, и присудил спорное графство. Роберту в качестве компенсации было пожаловано графство Бомон-ле-Роже.
После смерти короля Филиппа IV Роберт III возобновил свои претензии, но успеха не добился. После вступления на престол Филиппа VI де Валуа, Роберт стал его одним из самых могущественных союзников. После смерти в 1329 году Маго и в 1330 году её наследницы, графини Жанны I д’Артуа, Роберт вновь попытался отсудить графство, однако его противники во главе с герцогом Бургундии Эдом IV, женатым на графине Жанне II д’Артуа, дочери и наследнице Жанны I, смогли доказать подложность представленных Робертом документов. Сам Роберт в 1332 году бежал в Англию, его владения и титулы были конфискованы, а жена (сестра короля Филиппа VI) и дети были помещены под стражу.
Находясь на службе у английского короля Эдуарда III Роберт, получивший титул графа Ричмонда, был одним из вдохновителей Столетней войны. Он участвовал в нескольких сражениях в Бретани, возглавляя английскую армию, но в 1342 году был серьёзно ранен и умер от последствий ранений.
У Роберта от брака с Жанной де Валуа из шести детей двое (сын и дочь) умерли детьми. Остальные после бегства отца оказались в заключении. О судьбе двух сыновей неизвестно, двое же после вступления на престол Иоанна II Доброго в 1350 году получили свободу. Они сражались на стороне Иоанна II в Столетней войне. Младший, Карл после битвы при Пуатье в 1356 году получил графство Лонгвиль, которое позже было заменено на графство Пезенас. Двое детей Карла умерло раньше отца. Потомство оставил его старший брат — Жан Безземельный. Как и младший брат, Жан участвовал на стороне французов в Столетней войне. В 1351 году он получил графство Э. От брака с Изабеллой де Мелюн он оставил несколько детей. Унаследовавший после смерти Жана в 1387 году титул графа д’Э Роберт IV д’Артуа был отравлен в том же году в Неаполе. Детей он не оставил. Титул унаследовал младший брат Роберта, Филипп д’Артуа. Он принимал активное участие в Столетней войне, а в 1392 году после смещения Оливье де Клиссона был назначен на должность коннетабля Франции. Филипп умер в 1397 году.
Старший сын Филиппа, Филипп, умер в том же году, после чего титул унаследовал второй сын, Карл д’Артуа. Как и отец, он воевал на стороне французов в Столетней войне. В битве при Азенкуре Карл попал в плен, в котором пробыл 23 года. По возвращении из плена он поддержал короля Карла VII, принимая участие в отвоёвывании у англичан Нормандии. Карл умер в 1472 году, не оставив законнорождённых детей, с его смертью род угас. Владения и титулы Карла унаследовал сын его сестры. Однако у Карла, возможно, остался незаконнорожденный сын, Карл д’Артуа, ставший родоначальником побочной линии рода, прекратившейся по мужской линии в 1885 году.

## Генеалогия
Людовик VIII (5 сентября 1187 — 8 ноября 1226), король Франции с 1223; жена: с 23 мая 1200 (Шато-Неф, Нормандия) Бланка Кастильская (4 марта 1188 — 26/27 ноября 1252), дочь короля Кастилии Альфонсо VIII и Элеоноры Английской
- Роберт I Французский (сентябрь 1216 — 9 февраля 1250), граф Артуа с 1237; жена: с 14 июня 1237 Матильда Брабантская (1224 — 29 сентября 1288), дочь герцога Брабанта Генриха II и Марии фон Штауфен. После смерти мужа Матильда до 31 мая 1254 вышла замуж за Ги II де Шатильона (после 1226 — 12 февраля 1289), графа де Сен-Поль.
  - Бланка д’Артуа (1248 — 2 мая 1302); 1-й муж: с 1269 Генрих I Толстый (ок. 1244 — 22 июля 1274), граф Шампани и Бри (Генрих III), король Наварры (как Энрике I) с 1270; 2-й муж: с 1276 Эдмунд Горбатый (16 января 1245 — 5 июня 1296), 1-й граф Лестер с 1265, 1-й граф Ланкастер с 1267
  - Роберт II Благородный (сентябрь 1250 — 11 июля 1302), граф Артуа с 1250, сеньор Конша (по праву жены) в 1262—1275; 1-я жена: с 1262 Амиция де Куртене (1250—1275), дама де Конш-ан-Уше с 1250, дочь Пьера I де Куртене, сеньора Конша, и Петрониллы де Жуани; 2-я жена: с 1277 Агнес де Бурбон-Дампьер (1237 — 5 сентября 1287/30 июня 1288), дама де Бурбон с 1262, дочь Аршамбо IX, сеньора де Бурбон, и Иоланды де Шатильон, дамы де Донзи, вдова Жана Бургундского, графа Шароле; 3-я жена: с 18 октября 1298 Маргарита де Эно (ум. 19 октября 1342), дочь Жана II д’Авен, графа Эно, Голландии и Зеландии, и Филиппины Люксембургской
    - (от 1-го брака) Матильда (Маго) д’Артуа (ок. 1268 — 27 октября 1329), графиня д’Артуа с 1302, пэр Франции с 1309; муж: с 1 мая 1291 Оттон IV (до 1248 — 17/26 марта 1303), пфальцграф Бургундии с 1279. Их потомки унаследовали Артуа.
    - (от 1-го брака) Филипп д’Артуа (1269 — 11 сентября 1298), сеньор Конша, Домфрона и Меюн-сюр-Ивра с 1275; жена: с ноября 1281/1284 Бланка Бретонская(1270 — 19 марта 1327), дама де Бри-Комте-Робер, дочь Жана II, герцога Бретани, и Беатрисы Английской
      - Маргарита д’Артуа (1285 — 23/24 апреля или 26 октября 1311); муж: с 1301 Людовик Французский (май 1276 — 19 мая 1319), граф де Бомон-ле-Роже в 1284—1298, граф д’Эврё, де Мелан, де Гьян и де Лонгвиль с 1298
      - Роберт III д’Артуа (1287 — октябрь 1342), сеньор Конша, Домфрона и Меюн-сюр-Ивра в 1298—1332, граф де Бомон-ле-Роже в 1309—1332; жена: с 1318 года Жанна де Валуа (1304 — 9 июля 1363), дочь Карла Французского, графа Валуа, и Екатерины де Куртене
        - Людовик д’Артуа (1320 — после 25 августа 1326)
        - Жан Безземельный (29 августа 1321 — 6 апреля 1387), сеньор де Сен-Валери, граф д'Э с 1351; жена: с 11 июля 1352 (контракт, замок Э) Изабелла де Мелюн (1328 — 20 декабря 1389), дама де Оден, дочь Жана I де Мелюн, виконта де Мелюн и графа де Танкарвиль, и Изабеллы д’Антуан, вдова Пьера, графа де Дрё и де Брен
          - Жанна д’Артуа (ок. 1353 — после 22 мая 1420); муж: с 1 июля 1362 (контракт, Компьень), 12 июля 1365 (замок Э) Симон де Туар (ум. 12 июля 1365), граф де Дрё с ок. 1355
          - Жан д’Артуа (ок. 1355 — 14 февраля 1363), сеньор де Перонн
          - Роберт IV д’Артуа (1356 — 20 июля 1387), граф д’Э с 1387; жена: с ок. 1376 Джованна Дураццо (1344 — 20 июля 1387), герцогиня Дураццо с 1348, дочь Карла, герцога Дураццо, и Марии Неаполитанской
          - Филипп д’Артуа (1358 — 16 июня 1397), граф д’Э с 1387, коннетабль Франции 1392—1396; жена: с 27 января 1393 (контракт, Париж) Мария I Беррийская (1370— июнь 1434), графиня де Монпансье и герцогиня Оверни с 1416, дочь Жана, герцога Беррийского, и Жанны д’Арманьяк, вдова Людовика де Шатильона, графа де Дюнуа. После смерти Филиппа 21 июня 1401 вышла замуж в третий раз — за герцога Жана I де Бурбон
            - Филипп (II) д’Артуа (ок. 1393 — 23 декабря 1397), граф д’Э с 1397
            - Карл д’Артуа (ок. 1394 — 25 июля 1472), граф д’Э, сеньор де Сен-Валери и де Удэн с 1397; 1-я жена: с 21 июля 1448 Жанна де Савёз (ум. 2 января 1449), дочь Филиппа, сеньора де Савёз и Марии д’Эльи; 2-я жена: с 23 сентября 1454 Елена де Мелюн (ум. 25 июля 1472), дочь Жана I де Мелюн, виконта де Ганд, и Жанны д’Абевиль, дамы де Бубур-ан-Понтье
              - (незак., от Луизы де Энин-Льетард) (?) Карл д’Артуа (ок. 1470 — ?), родоначальник побочной линии рода (угасла в 1885 г.)

            - Бонна д’Артуа (ок. 1395 — 17 сентября 1425); 1-й муж: с 12 марта 1413 (контракт, Париж), 20 июня 1413 (замок де Бомон, Арденны) Филипп II Бургундский (1389 — 25 октября 1415), граф Невера с 1404, граф Ретеля с 1406; 2-й муж с 30 ноября 1424 Филипп III Добрый (31 июля 1396 — 15 июня 1467), герцог Бургундии с 1419
            - Екатерина д’Артуа (1396/97 - 1417/3 сентября 1420); муж: с 1416 Жан I де Бурбон (ум. 29 апреля 1458), сеньор Каренси

          - Карл д’Артуа (1359 — 15 апреля 1368)
          - Изабелла д’Артуа (1361 — 26 июня 1379)

        - Жанна д’Артуа (1323 — в младенчестве)
        - Жак д’Артуа (1325 — после 1 мая 1347)
        - Роберт д’Артуа (1326 — после 1 мая 1347)
        - Карл д’Артуа (1328—1385) — граф де Лонгвиль в 1356—1364, граф де Пезенас с 1364; жена: с 1356 Жанна де Бюссе (ум. март 1402), дочь Гуго, сеньора де Бюссе и Алисы де Донсель, вдова Жоффруа де Бомон-о-Мэн, сеньора де Люд, камергера короля Филиппа VI
          - Людовик д’Артуа (1362 — в младенчестве)
          - ребёнок (ум. в младенчестве)

      - Жанна д’Артуа (1289 — после 24 марта 1350), регент Фуа, Марсана, Кастельбона и Андорры в 1315—1325 годах, регент Беарна, Габардана, Брюлуа, Монкада и Кастельви в 1319—1325; муж: с октября 1301 (Санлис, контракт) Гастон I де Фуа (1287 — 13 декабря 1315), граф де Фуа, виконт де Беарн, де Габардан, де Кастельбон и де Сердань, князь-соправитель Андорры с 1302, виконт де Марсан с 1313
      - Оттон д’Артуа (ум. 2 ноября 1291)
      - Мария д’Артуа (1291 — 22 января 1365), дама де Мерод; муж: с 6 марта 1310 (контракт, Париж), подтверждено в Пуасси в 1313 Жан I де Дампьер (1267 — 10 февраля 1330), маркграф Намюра с 1298
      - Екатерина д’Артуа (ок. 1296 — ноябрь 1368); муж: с 1320 Жан II де Понтье (ум. ок. 16 января 1340 или 1342), граф д’Омаль и барон Монтгомери с 1302
      - Изабелла д’Артуа (ум. 12 ноября 1344), монахиня в приорстве Святого Людовика в Пуасси

    - (от 1-го брака) Роберт д’Артуа (1271 — до мая 1291)